# 也門奧林匹克委員會
也門奧林匹克委員會（英語：Yemen Olympic Committee）是也門的國家奧林匹克委員會。
該組織的前身为成立於1971年，代表北也门的阿拉伯也门共和国奥林匹克委员会，并于1990年也门统一后兼并了代表南也门的民主也门奥林匹克委员会（成立于1979年）。
也门奥林匹克委员会为國際奧委會和亞洲奧林匹克理事會的成員。
1992年，统一后的也门首次派員與在西班牙巴塞罗納舉行的夏季奧運會。
現也門奧林匹克委員會的總部設在薩那，主席是阿卜杜拉曼.比哈尔（2006年上任）。

## 資料來源
1. ↑  .   [2014-03-01]. （原始内容存档于2009-02-14）. （页面存档备份，存于）